# 結び目理論
結び目理論（むすびめりろん、knot theory）とは、紐の結び目を数学的に表現し研究する学問で、低次元位相幾何学の1種である。組合せ的位相幾何学や代数的位相幾何学とも関連が深い。素数と結び目にもエタールホモロジーを導入して密接に関係する。

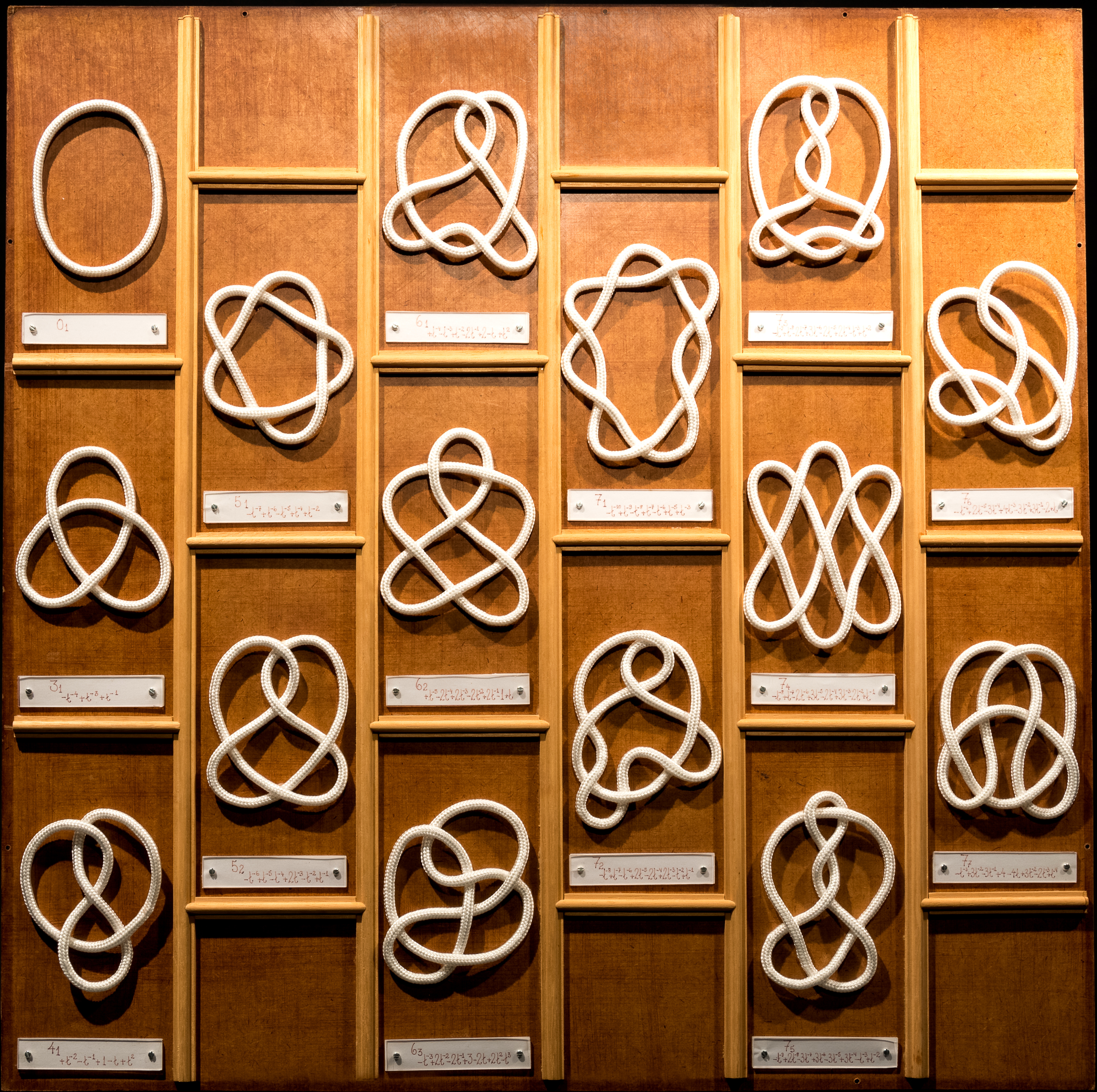
自明な結び目(左上) や三葉結び目(その下)など、様々な結び目の例。

最も単純で重要な結び目である三葉結び目の正則表示。数学における結び目は閉曲線（両端が一致し連続する弧）である。

## 導入
たとえば日常で、靴の紐などを蝶結びするとき、ちょっとした違いで縦結びになったり横結びになったりすることはよく知られていることである。このようなとき、結び目理論では、紐の両端をつないで輪の形にすることで、これらの結び目が図形としてどのように異なるか（あるいは同じものなのか）ということを数学的に明らかにすることができる。
一般に、二つの結び目（あるいは絡み目）が同じであるかどうかは、ライデマイスター移動などの局所変形や交差の入れ替えなどの結び目解消操作を用いて調べられる。
結び目や絡み目の分類は、結び目不変量 (knot-invariant) あるいは絡み目不変量 (link-invariant) と呼ばれる "量" の発見と構成を主として行われる。例えば、絡み目の外部の基本群を周辺構造 (peripheral structure) 込みで考えたものは、結び目の完全不変量である。しかし、肝心の群の分類が容易ではないためこれを不変量として用いることはほとんどないようである。主に使われる不変量はアレクサンダー多項式などの多項式不変量や、結び目解消数 (unknotting number) などである。
なお、Haken による正則曲面 (normal surface) の理論により、任意に与えられた 2 個の結び目が同値であるか否かを判定するアルゴリズムが存在することが知られている。
近年では DNA やタンパク質の異性体の構造などの研究や統計力学・場の量子論にも関連して注目されている。
結び目は3次元多様体の形状を調べることにも利用できる。同様のことを次元を上げて一般化して考えようとすると、4次元空間では1次元の閉多様体である結び目はほどけてしまって役に立たないが、2次元の多様体である閉曲面を使ってやれば目的を果たすことができる。これを4次元結び目理論、曲面結び目理論などと呼んで結び目理論に含めることもある。

## 基本的な図形

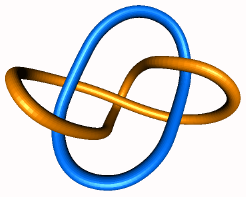
ホワイトヘッド絡み目

ボロミアン環

野性的な結び目の例

一次元球面（単位円周） S1 から三次元ユークリッド空間 R3  または三次元球面 S3への単射連続写像 K あるいは K の像のことを結び目という。ここで、三次元球面 S3 とは R3 に、一点 {∞} を付け加えたコンパクト等質空間である。
要するに、三次元空間の中に浮かぶ絡まった 1 つの輪っかのことを数学では結び目というのである。日常語の意味での結び目とはかけ離れているように思われるが、紐の両端をくっつけて結び目を緩めた状態を想像してみると、なぜ上で言うようなものが数学で結び目と呼ばれるのか、実感できることと思われる。
結び目は絡まった輪っか一つだけである。二つ以上の結び目が互いに絡まりあったものを考えたほうがいろいろと便利であることが多いので、それを絡み目と呼ぶ。正確には結び目と同様に次のように定義される。
いくつかの一次元球面の集合としての直和 S1 ∪ S1 ∪ … ∪ S1 から 三次元球面 S3 への単射連続写像 L あるいはその像のことを絡み目と呼ぶ。絡み目の連結成分の数を単に絡み目の成分数と呼ぶ。すなわち n 個の S1 の直和を埋め込んだ絡み目の成分数は n である。
有名な絡み目としてはホップ絡み目、ホワイトヘッド絡み目、ボロミアン環などが挙げられる。
絡み目を離れた2つの部分に分けることができるとき、その絡み目は分離可能（splittable）であるといい、成分数と同じ数だけの部分に離して分けることができる場合は完全分離可能であるという。つまり、絡み目が2つ以上の連結成分のある射影図（#結び目の表示で後述）を持つときに分離可能であるといい、成分数と等しい個数の連結成分のある射影図を持つときは完全分離可能であるということになる。
結び目を切ったり貼ったりしている間に絡み目が現れることがあり、結び目のみを研究の対象とする場合でも絡み目を合わせて考えるほうが自然であることも多い。
絡み目の定義を少し変形拡張した概念が幾つか提唱され、特に以下のものは活発に研究されている。
- 組み紐----領域 {\displaystyle R^{2}\times [0,1]} に複数本の「ひも」{\displaystyle [0,1]} を(高さに関して)臨界点を持たないように埋め込んだもの。群構造をもつので代数的な視点からの研究が多い。
- 空間グラフ----S1 の代わりにグラフを埋め込んだもの。
- タングル----境界つき三次元多様体に一般のコンパクト一次元多様体を埋め込んだもの。圏構造を持つ。
- 仮想結び目----結び目の組み合わせ的な表示であるガウス図を考察対象としたもの。ガウス図上では交点と認識されないが、三次元空間への実現で交差として描かざるを得ない「仮想的交差」を持つ。

結び目・絡み目の成分が多辺形となっているとき、その結び目・絡み目は折線状（polygonal）であるという。また、結び目・絡み目が折れ線状に表せるとき、その結び目・絡み目は馴れた結び目・絡み目（tame knot/link）または順な結び目・絡み目であるといい、そうでないときは野性的な結び目・絡み目（wild knot/link）であるという。結び目理論では、通常は野性的な結び目・絡み目は除外して考えるため、一般的な結び目の表などに記載されているものはすべて馴れた結び目である。結び目を定義した際に使った連続写像 K に対して微分可能という条件をつけておけば自動的に野性的な結び目を排除することができる。

## 向き付け

向き付けられたホップ絡み目

結び目には円周を一周する向きにしたがって向きが入る。一つの結び目には正逆二つの向きを入れることができる。また、それぞれに成分について向きをつけることによって絡み目の向き付けもできる。向きをつけた結び目（絡み目）を、有向結び目（有向絡み目）という。
向き付けられた結び目（絡み目）の向きを逆にしても元の結び目（絡み目）と同じになるとき、その結び目（絡み目）は可逆または可反であるという。例えば三葉結び目、8の字結び目は可逆となっている。交点数が少ない結び目は可逆のものが多く、交点数が最も小さい非可逆で素な結び目は8交点のものである。

## 結び目の表示
結び目（絡み目）は三次元空間に浮かんでいるが、これを二次元に射影して二次元の曲線のように表現することができる（ふつうは平面に射影する）。この図式のことを射影図（しゃえいず）または投影図（とうえいず）などという。このとき、
1. 結び目（絡み目）の異なる3つ以上の点が、射影面において同一の点に写されない
2. 射影面において2つの成分が1点で接することがない

という条件を満たすように射影することを正則表示（せいそくひょうじ、regular presentation）という（どんな結び目や絡み目でも適当に位置をずらすことによって正則表示することができる）。正則表示された結び目の図式を正則図式といい、結び目理論においては単に射影図といえば正則なものをさすことが多い。
正則図式において、結び目（絡み目）の2箇所の成分が1点に写されているところを交点または交差点といい、奥にある線の上を手前にある線が横切るとき、その交点で奥にある線がちょっと切れているように描けば、線の前後関係を損なうことなく結び目を二次元に射影することができる。
|                                     |                                           |
| 自明な結び目                        | 三葉結び目                                |
|                                     |                                           |
| 8の字結び目（リスティングの結び目） | ホップ絡み目（成分数 2 の絡み目のひとつ） |

上の射影図の中央にある交点が除去可能な交点。下図のように簡単に取り除くことができる。

結び目（絡み目）の射影図の中に右図のように簡単に取り除ける交点があるとき、それを除去可能な交点または無駄な交点という。除去可能な交点を全て取り除いた射影図は既約射影図（きやくしゃえいず）といわれる。
結び目（絡み目）を射影図として図示するほかにも、以下のような表示方法がある。
- ドウカーの表示法

n交点の結び目の射影図を、n個の偶数の列によって表示する手法。
- コンウェイの表示法

タングルという概念を用いて結び目や絡み目を表示する手法。
- 組み紐による表示法

組み紐を用いて結び目や絡み目を表示する。1923年にアレキサンダーが任意の結び目や絡み目が組み紐として表現できることを証明している。

## 結び目の同値性
位相幾何学では、連続写像を用いて連続的に変形して互いに一致させることができる図形は同相といって、一般に同じものであると考える。結び目理論も位相幾何学の理論であるから、同様な同一視を行うのであるが、しかしいかなる結び目も円周 S1 と同相であるので、同相であるかどうかを見るだけではどんな結び目も区別することはできない。そこで、与えられた結び目が、ある結び目を切ったり貼ったりすることなく連続的に変形していったものと一致するなら、もともと 2 つの結び目は同じであったと考える。これは、結び目のみならずその周辺の空間まで含めて連続的に変形できるかどうかということであって、以下のように定式化される。
2 つの結び目 K, K′ に対し、S3 × [0, 1] 上の自己同相写像（ホモトピー）H と自己同相 h: S3 → S3 の組で次の条件
h(K) = K′,
H|S3×{i} (∀i ∈ [0, 1]) は S3 × {i} 上の同相写像,
H|S3×{0} = idS3, H|S3×{1} = h
を満たすもの（全同位写像）が存在するとき、K と K′ は同値な結び目であるという。
自明な結び目と同値な結び目は解けている（ほどけている）という。
|                  |  |  |
| 解けている結び目 |  |  |

結び目の局所変形（きょくしょへんけい、local move）すなわち、一部分を連続的に変形することで、幾つかの結び目が "同じ" かどうか調べることができるが、その代表的なものとして、次の変形を考えることができる。
|        |         |          |
| Type I | Type II | Type III |

さらには、結び目の局所変形の手順というのは、このライデマイスター移動と呼ばれる変形の組合せで行うことができる。二つの同値な結び目は有限回のライデマイスター移動で互いに移りあう。また特に、ライデマイスター移動 II, III のみによって移りあう結び目どうしは正則同位 (regular isotopic) であるといい、すべてのライデマイスター移動で移りあう結び目どうしは全同位 (ambient istopic)である。

## 結び目の合成

三葉結び目と8の字結び目の合成

三次元球面 S3 の北半球に結び目 K1 、 南半球に結び目 K2 があるとする(共に向き付けられているとする)。K1 の一部と K2 の一部を変形して、両方の結び目が赤道のある一点の十分小さな近傍を通り、かつ赤道と交わらないようにできる。このとき、この近傍の中で結び目の向きにあわせて「紐のつなぎかえ」を行うことで K1 と K2 から一つの結び目ができる。このように、「分離されている二つの結び目から一つの結び目をつくる」操作を結び目の合成といい、できあがった結び目を K1{\displaystyle \sharp }K2 と書く。逆に、合成 K1{\displaystyle \sharp }K2 に対して K1、K2を因子と呼ぶ。合成は「つなぎかえる」点の選び方や、その過程での変形のしかたによらず、結び目そのものに対して決まる。結び目の合成は 連結和、バンド和と呼ばれる操作と同等なものである。
結び目の合成は二項演算として結合律と可換律をみたし、結び目全体の集合に可換モノイドの構造を与える(単位元は自明な結び目)。
二つの自明でない結び目の合成として表せない結び目を素な結び目という（ただし自明な結び目は素な結び目に含めない）。素な結び目と合成結び目は、自然数論における素数と合成数に対応する概念であり、結び目に対して「素分解の一意性」が成立する。つまり、
- 任意の結び目は素な結び目たちの合成として表せる。
- 任意の結び目 K に対して、二通りの分解 {\displaystyle K=K_{1}\sharp K_{2}\sharp \dots \sharp K_{m}=L_{1}\sharp L_{2}\sharp \dots \sharp L_{n}} ({\displaystyle K_{1},K_{2},\dots ,K_{m}}, {\displaystyle L_{1},\dots ,L_{n}}は全て非自明かつ素とする)があるとき，n と m は等しく、添え字の入れ替えによって全ての i で {\displaystyle K_{i}} と {\displaystyle L_{i}} が同値になるようにすることができる。

幾つかの結び目不変量は合成に関してよく振舞い、多くの結果が得られている。
- 結び目 K の最小交点数 {\displaystyle c(K)} に関して、{\displaystyle c(K_{1}\sharp K_{2})\leq c(K_{1})+c(K_{2})}。
- 結び目 K の種数 {\displaystyle g(K)} に関して、{\displaystyle g(K_{1}\sharp K_{2})=g(K_{1})+g(K_{2})}。
- 結び目 K のホンフリー多項式[2] {\displaystyle P(K)} に関して、{\displaystyle P(K_{1}\sharp K_{2})=P(K_{1})P(K_{2})} 。

## 結び目不変量
何かの分類をするために、それとは別のものでパラメータ付けしようというのは数学の各分野でよくおこなわれることである。結び目についても、与えられた 2 つの結び目が同値かどうかを判断する "指標" として結び目不変量を考える。
結び目不変量は同値（つまり同じ）結び目には同じ指標が当てられるようにした（対偶を考えれば、与えられた 2 つの結び目が互いに異なる不変量を持つなら同値ではない）もののことである。たとえば、2 つの結び目が同値なら有限回のライデマイスター移動で移りあうので、結び目不変量はライデマイスター移動の各手順で変わることはない。簡単な例としては、絡み数や3彩色可能性などがある。
ただし、逆が成り立つとは限らない。つまり、同じ不変量を持つからといってそれらの結び目が同じかどうかは分からない。この性質を持つ、つまり不変量の値が同じである結び目たちが常に同値となる不変量は全ての結び目を区別することができ、完全な不変量という。

### 多項式不変量
結び目の不変量で、特に「多項式」となっているものを多項式不変量という。多項式不変量の最初の例は、1928年にアレキサンダーが構成したアレクサンダー多項式である。これは絡み目の補空間の基本群から定義できる。その後、コンウェイによるアレクサンダー多項式のスケイン関係式による再定式化（アレキサンダーコンウェイ多項式）を経て、1984年にジョーンズによって全く新しい多項式不変量ジョーンズ多項式が発見された。これは長らく唯一であった多項式不変量に新たな種類を付け加えたのみならず、統計力学や量子場の理論、量子不変量、量子群など他の分野との関連の膨大な研究を生み出すことになった。さらにその後アレキサンダー多項式、ジョーンズ多項式をそれぞれ特殊な場合に含むホンフリー多項式が発見され、これらの他にも幾つかの多項式不変量が知られている。
しかし、上に挙げたどの多項式不変量も完全に結び目を分類することはできない。つまり同じ多項式の値を持つ異なる結び目が存在するのである。スケイン関係式を満たすどんな多項式不変量も、完全には結び目を分類できないかどうかなどについてはまだわかっていない。

### 結び目解消操作
スケイン三つ組を使ったコンウェイ多項式などでは、与えられた結び目と「よく似た」結び目をいくつか用意して、それらを上手く比較してやるという考え方が用いられている。同様な考え方として、基準として自明な結び目をとり、任意の結び目と自明な結び目が何らかの意味で類似性があり、その類似性がどの程度の強度を持っているかと考えることにより、与えられた結び目がどの程度「複雑」であるかという指標を与える手段が得られる。ある結び目から自明な結び目へ類似性の連鎖によって関連付けることを、結び目を（一般には切ったり貼ったりを含んだ操作を繰り返して）「ほどく」という過程として表現して結び目解消 (unknotting) という呼称が用いられる。
結び目が与えられ、その結び目に「ある決まった操作」を行うことで得られる結び目は互いによく似ていると考えるとき、似た結び目のなかには連続的に変形してより「単純な」結び目になるようなものが一般には含まれている。もしその単純な結び目が自明な結び目であったなら、最初に与えられた結び目は一段階の複雑さを持っていると考えて差し支えない（自明な結び目そのものは0段階の複雑さを持つとみなす）。似た結び目の中に自明でない結び目があればまた同じ決まった操作をしてやることで、互いによく似た無数の結び目の集まりを複雑さの階層に分けることができる。もしある操作 X がどんな結び目にでも有限回施すことによってそれを自明な結び目にすることができるならば、操作 X は結び目解消操作 (unlinking or unknotting operation) と呼ばれる。局所変形などとは異なり、一般に結び目解消操作は切ったり貼ったり、一部を取り替えたりということが許されるが、多くの場合は同じ操作を同じ部分に二度施すと元に戻るような、逆を辿れる操作が好まれる。また、向き付けられた結び目・絡み目を考えているときには、向き付けと整合的であるような操作が適している。
逆を辿ることのできる結び目解消操作 X が与えられると、任意のふたつの結び目の間に X という変換操作に関してどの程度似ているかという距離が定められる。実際、どんな結び目でも有限回 X を施してやればほどくことができるのだから、一方の結び目を解く手順を逆に辿ってやれば X によって一方を他方に変換することができる。もちろん一般には、このように一方を他方に変換する手順は一通りに限らないが、距離はこのような変換手順すべてについて、そこで行う必要のある X の回数を考え、その回数の最小値として定められる。
|  | ↔ |

- 交点数
- 交差交換（英語版）
  - 結び目解消数（英語版）
  - ゴルディアス距離
  - ゴルディアス複体

- デルタ型結び目解消操作
  - デルタ型結び目解消数
  - デルタ型ゴルディアス距離

## 高次元結び目・絡み目
高次元結び目とは高次元球面Sn一個の高次元・数空間Rmもしくは高次元球面Smへの埋込みのこと。mはnより2以上大きい。
高次元絡み目とは高次元球面Sn複数個の高次元・数空間Rmもしくは高次元球面Smへの埋込みのこと。
いずれもm=n+2の場合もm>n+2の場合も研究されている。
高次元結び目・絡み目の場合、1次元結び目・絡み目と違った興味深い現象も少なくなく、excitingな研究テーマの一つである。

## 注